# Francis Martes
Francis Euclides Martes Suazo (né le 24 novembre 1995 à Cotuí, République dominicaine) est un lanceur droitier des Astros de Houston de la Ligue majeure de baseball.

## Carrière
Francis Martes signe son premier contrat professionnel en novembre 2012 avec les Marlins de Miami. Il commence sa carrière professionnelle en ligues mineures avec un club affilié aux Marlins en 2013.
Le 31 juillet 2014, Miami échange le voltigeur Jake Marisnick, le joueur de troisième but Colin Moran et Francis Martes aux Astros de Houston, en retour du lanceur droitier Jarred Cosart et des voltigeurs Kike Hernández et Austin Wates.
Martes, un lanceur partant dans les ligues mineures, fait ses débuts dans le baseball majeur comme lanceur de relève pour Houston le 9 juin 2017.